# Liste des conseillers départementaux du Rhône
Pour un article plus général, voir Conseil départemental du Rhône.
Le conseil départemental du Rhône est composé de 26 conseillers départementaux. Ils ont été élus lors des élections de 2015.

## Composition par parti
| Parti | Parti                                | Élus |
| ----- | ------------------------------------ | ---- |
|       | Divers gauche                        | 1    |
|       | Parti radical de gauche              | 1    |
|       | Union des démocrates et indépendants | 7    |
|       | Les Républicains                     | 15   |
|       | Divers droite                        | 2    |

## Conseillers départementaux
| Canton                   | Conseillers           | Conseillers | Conseillers | Autres mandats |
| ------------------------ | --------------------- | ----------- | ----------- | --- |
| Anse                     | Pascale Bay           |             | DVD         | Adjointe au maire de Chazay-d'Azergues Conseillère communautaire déléguée du Beaujolais - Pierres dorées                           |
| Anse                     | Daniel Pomeret        |             | UDI         | Maire d'Anse Premier vice-président de la Communauté de communes Beaujolais - Pierres dorées                                       |
| L'Arbresle               | Richard Chermette     |             | PCF         | En remplacement de Bernard Chaverot, démissionnaire. Maire de Chevinay                                                             |
| L'Arbresle               | Sheila Mc Carron      |             | G.s         | Adjointe au maire de L'Arbresle |
| Belleville-en-Beaujolais | Bernard Fialaire      |             | UDI         | Maire de Belleville Président de la Communauté de communes Saône - Beaujolais                                                      |
| Belleville-en-Beaujolais | Évelyne Geoffray      |             | UDI         | Maire d'Odenas Vice-présidente de la Communauté de communes Saône - Beaujolais                                                     |
| Le Val-d'Oingt           | Antoine Duperray      |             | LR          | Maire d'Oingt Vice-président de la Communauté de communes Beaujolais - Pierres dorées                                              |
| Le Val-d'Oingt           | Martine Publié        |             | LR          | Conseillère municipale de Saint Germain-Nuelles                                                                                    |
| Brignais                 | Christiane Agarrat    |             | LR          | Conseillère municipale de Brindas Vice-présidente de la Communauté de communes des vallons du Lyonnais                             |
| Brignais                 | Christophe Guilloteau |             | LR          | Président du conseil départemental du Rhône Député de la dixième circonscription                                                   |
| Genas                    | Christiane Guicherd   |             | LR          | Maire de Saint Laurent-de-Mure Vice-présidente de la Communauté de communes de l'Est lyonnais                                      |
| Genas                    | Daniel Valéro         |             | LR          | Maire de Genas Vice-président de la Communauté de communes de l'Est lyonnais                                                       |
| Gleizé                   | Sylvie Épinat         |             | LR          | |
| Gleizé                   | Michel Thien          |             | LR          | Maire de Limas Vice-président de la Communauté d'agglomération de Villefranche - Beaujolais - Saône                                |
| Mornant                  | Christiane Jury       |             | LR          | Maire d'Échalas Vice-présidente de la Communauté de communes de la région de Condrieu                                              |
| Mornant                  | Renaud Pfeffer        |             | LR          | Maire de Mornant Conseiller communautaire délégué du pays mornantais                                                               |
| Saint-Symphorien-d'Ozon  | Jean-Jacques Brun     |             | LR          | Maire de Ternay Président de la Communauté de communes du pays de l'Ozon                                                           |
| Saint-Symphorien-d'Ozon  | Mireille Simian       |             | LR          | Adjointe au maire de Saint Symphorien-d'Ozon Conseillère communautaire déléguée du pays de l'Ozon                                  |
| Tarare                   | Annick Lafay          |             | DVD         | Maire des Sauvages Vice-présidente de la Communauté d'agglomération de l'Ouest rhodanien                                           |
| Tarare                   | Bruno Peylachon       |             | LR          | Maire de Tarare Premier vice-président de la Communauté d'agglomération de l'Ouest rhodanien                                       |
| Thizy-les-Bourgs         | Colette Darphin       |             | UDI         | Conseillère municipale de Thizy-les-Bourgs, maire déléguée de Mardore Conseillère déléguée de l'agglomération de l'Ouest rhodanien |
| Thizy-les-Bourgs         | Didier Fournel        |             | LR          | Conseiller délégué de l'agglomération de l'Ouest rhodanien                                                                         |
| Vaugneray                | Claude Goy            |             | UDI         | Ajointe au maire de Larajasse Conseillère communautaire déléguée des Hauts du Lyonnais                                             |
| Vaugneray                | Daniel Jullien        |             | UDI         | Maire de Vaugneray Conseiller communautaire délégué des vallons du Lyonnais                                                        |
| Villefranche-sur-Saône   | Béatrice Berthoux     |             | LR          | Adjointe au maire de Villefranche-sur-Saône                                                                                        |
| Villefranche-sur-Saône   | Thomas Ravier         |             | UDI         | Adjoint au maire de Villefranche-sur-Saône Vice-président de la Communauté d'agglomération de Villefranche - Beaujolais - Saône    |